# Stadio Maksimir
Lo stadio Maksimir (in croato Stadion Maksimir) è il principale stadio di calcio di Zagabria, capitale della Croazia. Oltre ad essere l'impianto di casa della Dinamo Zagabria, ospita abitualmente anche gli incontri casalinghi della nazionale croata.

## Storia
Il terreno sul quale sorge lo stadio venne dato in affitto (per una somma simbolica) da parte di Antun Bauer – all'epoca vescovo di Zagabria – nell'autunno del 1911. Il terreno fu affittato dalla HAŠK Zagabria, uno dei due club che, assieme al Građanski, che avrebbe fondato la Dinamo Zagabria nel 1945. Nel 1912 cominciarono i primi lavori di costruzione del futuro stadio ad opera degli stessi membri dell'HASK e grazie al contributo di svariate donazioni. Dopo l'arresto dei lavori dovuto al primo conflitto mondiale, i lavori ripresero con la costruzione di tribune in legno.
In seguito alla seconda guerra mondiale venne fondata la Dinamo, società che a più riprese favorì all'ammodernamento della struttura, quali la sostituzione delle tribune in legno con spalti in cemento armato e la costruzione della palazzina con gli spogliatoi.
Nel 1952 il comune di Zagabria decise di donare lo stadio e il terreno limitrofo alla Dinamo Zagabria. Nello stesso anno venne inoltre ideato il primo progetto del futuro stadio per mano degli architetti Vladimir Turina, Eugen Ehrlich e Franjo Neidhardt. Il comune decise di costruirlo in più fasi. Nel 1954 venne costruita la tribuna ovest; l'anno seguente fu costruita anche la tribuna nord. Nel 1961 fu la volta della tribuna est assieme ad un nuovo piccolo stadio dietro essa, destinato alla scuola calcio della Dinamo. Nel 1969 venne infine costruita anche la tribuna sud con spazi per la direzione del club e nuovi spogliatoi, piscina e palestra.
Nel 1963, in occasione della finale della Coppa delle Fiere tra Dinamo Zagabria e Valencia, furono installati i primi impianti di illuminazione dello stadio, sostituiti nel 1974 con più moderni fari da 1200 lux. Nel 1987, in occasione della XIV Universiade, la tribuna ovest dello stadio venne coperta, e su tutte le tribune furono creati posti a sedere. Sotto la tribuna ovest venne costruito una sorta di container per gli uffici della squadra e il famoso "Plavi salon" (il salotto blu). Nel 1998 fu ideato il progetto di completa ricostruzione dello stadio. Nello stesso anno cominciarono i lavori. Venne così demolita la tribuna nord e al suo posto fu costruita una nuova tribuna a due livelli, alta 36 metri, con vetrate all'esterno e numerosi spazi sotto di essa. Successivamente, sulla tribuna ovest venne costruito un altro livello. Il progetto originale fu modificato poco prima dell'inizio dei lavori. Venne demolito tutto il primo anello ma, prima che si potesse procedere alla costruzione del nuovo, i lavori vennero interrotti in occasione dei Giochi militari.
Dopo gli sconvolgimenti delle guerre jugoslave, il progetto venne abbandonato perché troppo costoso. Da allora, nonostante vari progetti proposti, non si è più intervenuti sulla struttura.
Negli ultimi anni è inoltre sorta una diatriba tra i fautori del Maksimir e altre correnti che propendono per la sua demolizione e la contestuale costruzione di un nuovo stadio.
Il record di spettatori nello stadio è di 60.000 persone e fu realizzato nella partita amichevole tra la Dinamo Zagabria e il Santos di Pelé il 12 settembre 1969.
Attualmente la capienza dello stadio è di 35.123 posti a sedere.

## Nome dell'impianto
Prende il nome dal vicino parco Maksimir, fondato dal vescovo di Zagabria Maksimilijan Vrhovac e aperto ufficialmente nel 1794. A sua volta, il nome Maksimir invece è una fusione tra il nome del vescovo (Maksimilijan) e la parola pace (mir), da cui Maksimir.

## Galleria d'immagini

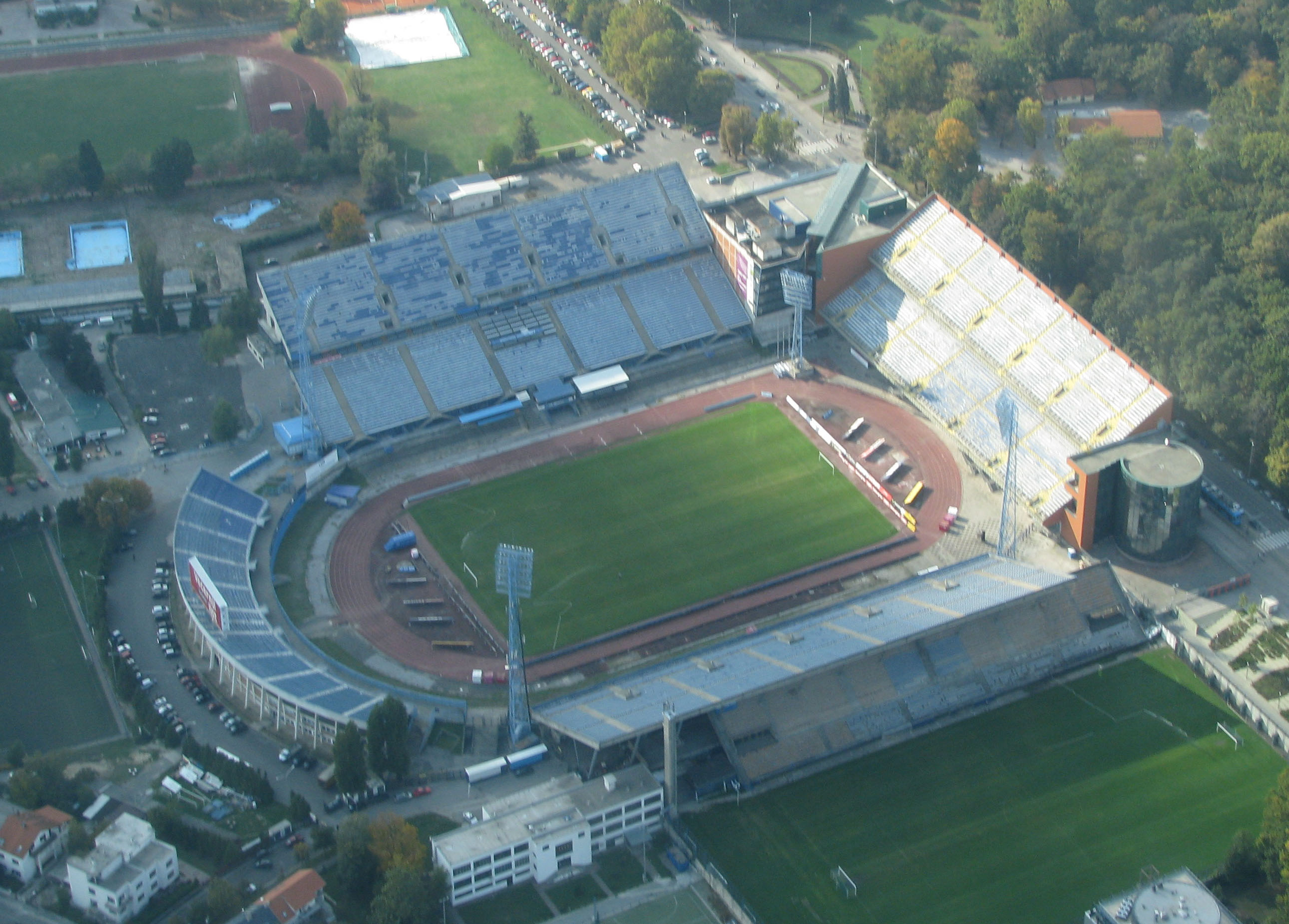
Vista aerea
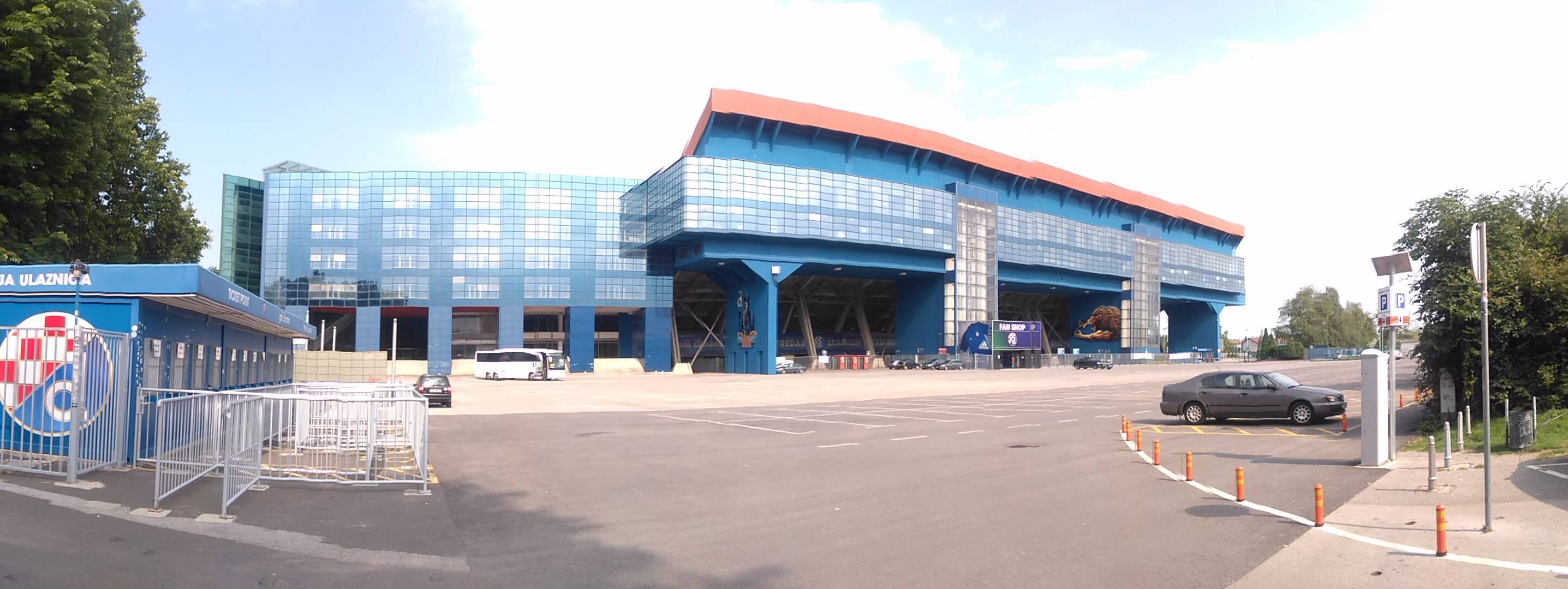
Esterno
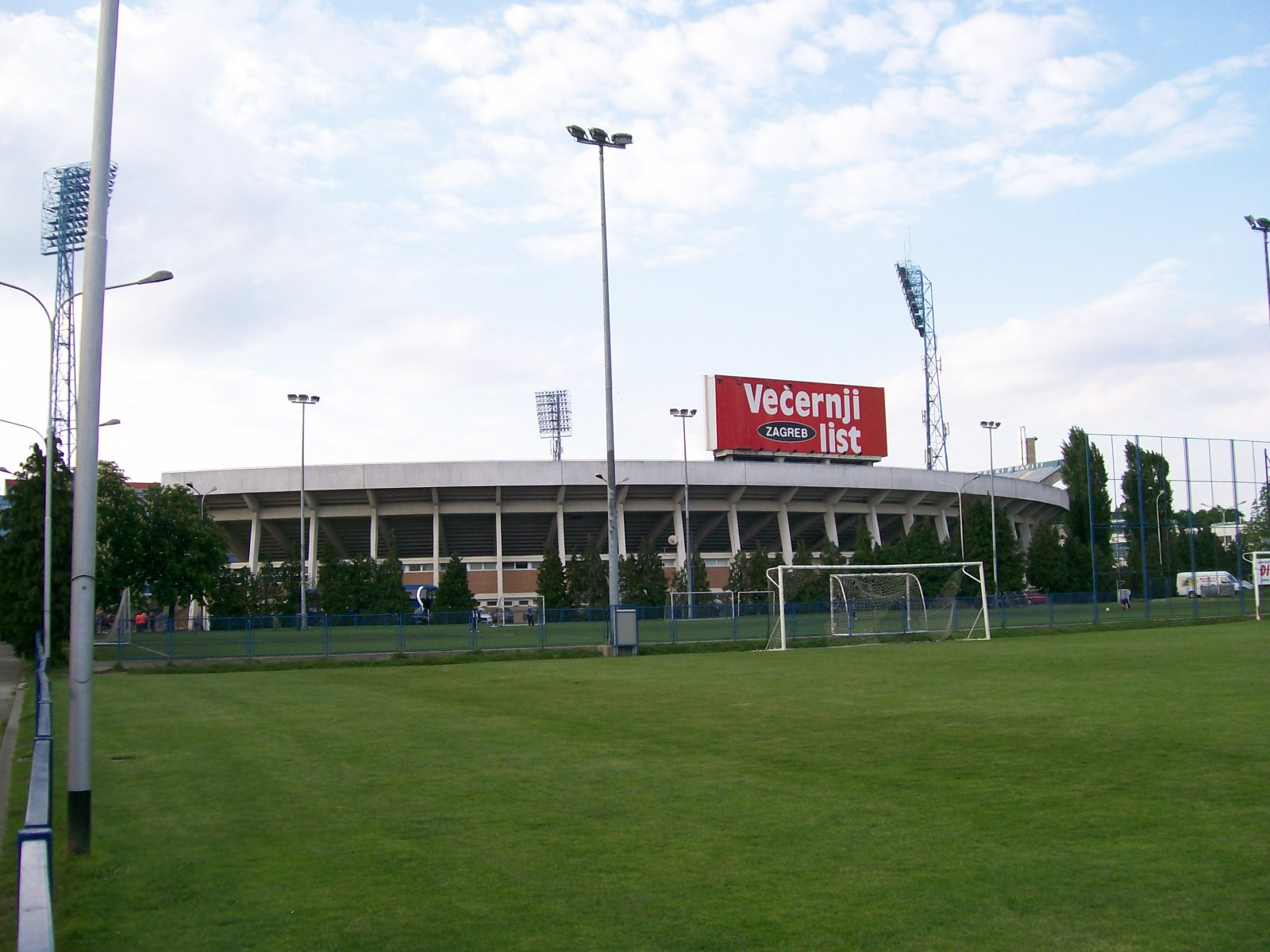
Esterno
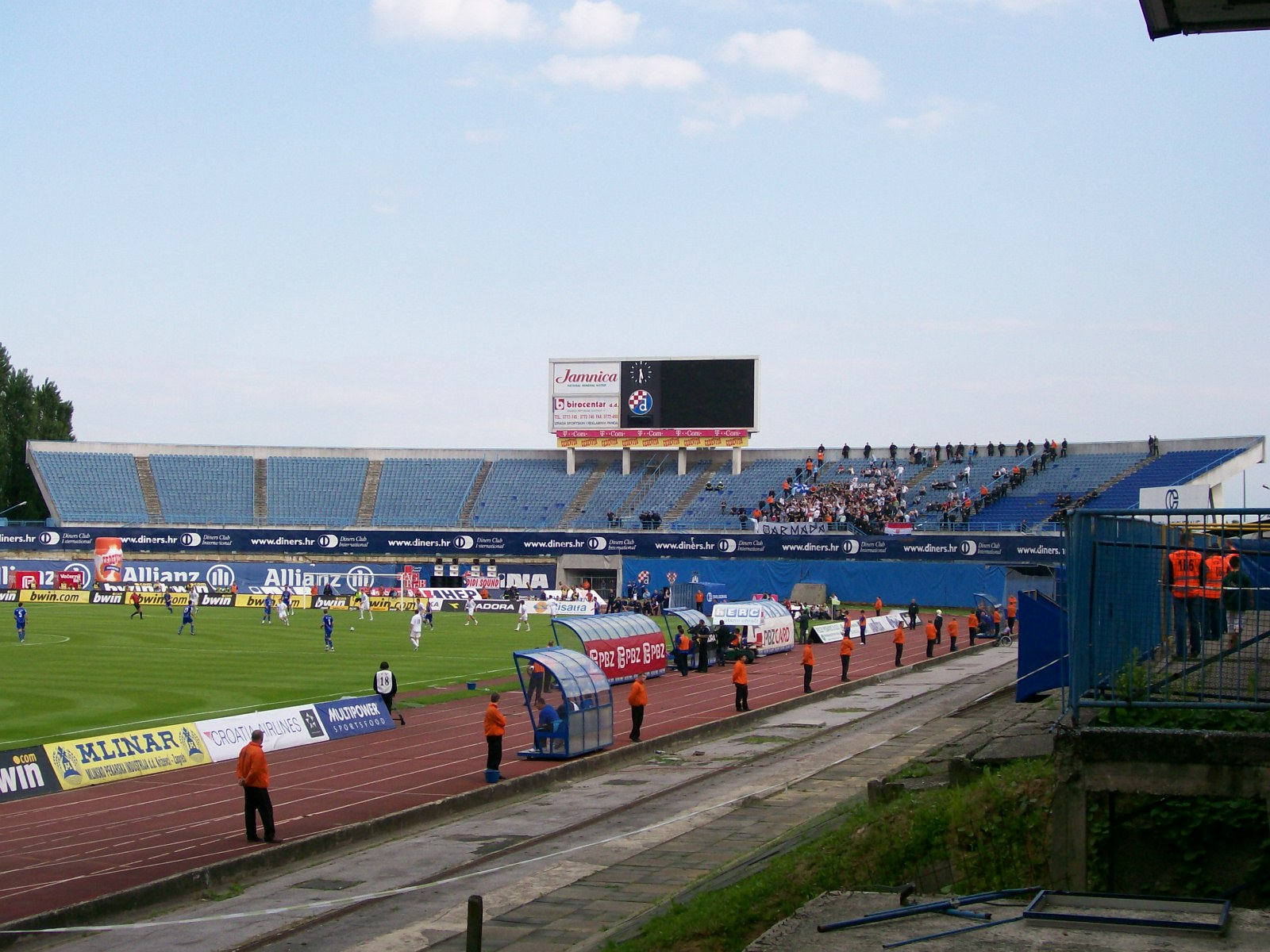
Vista
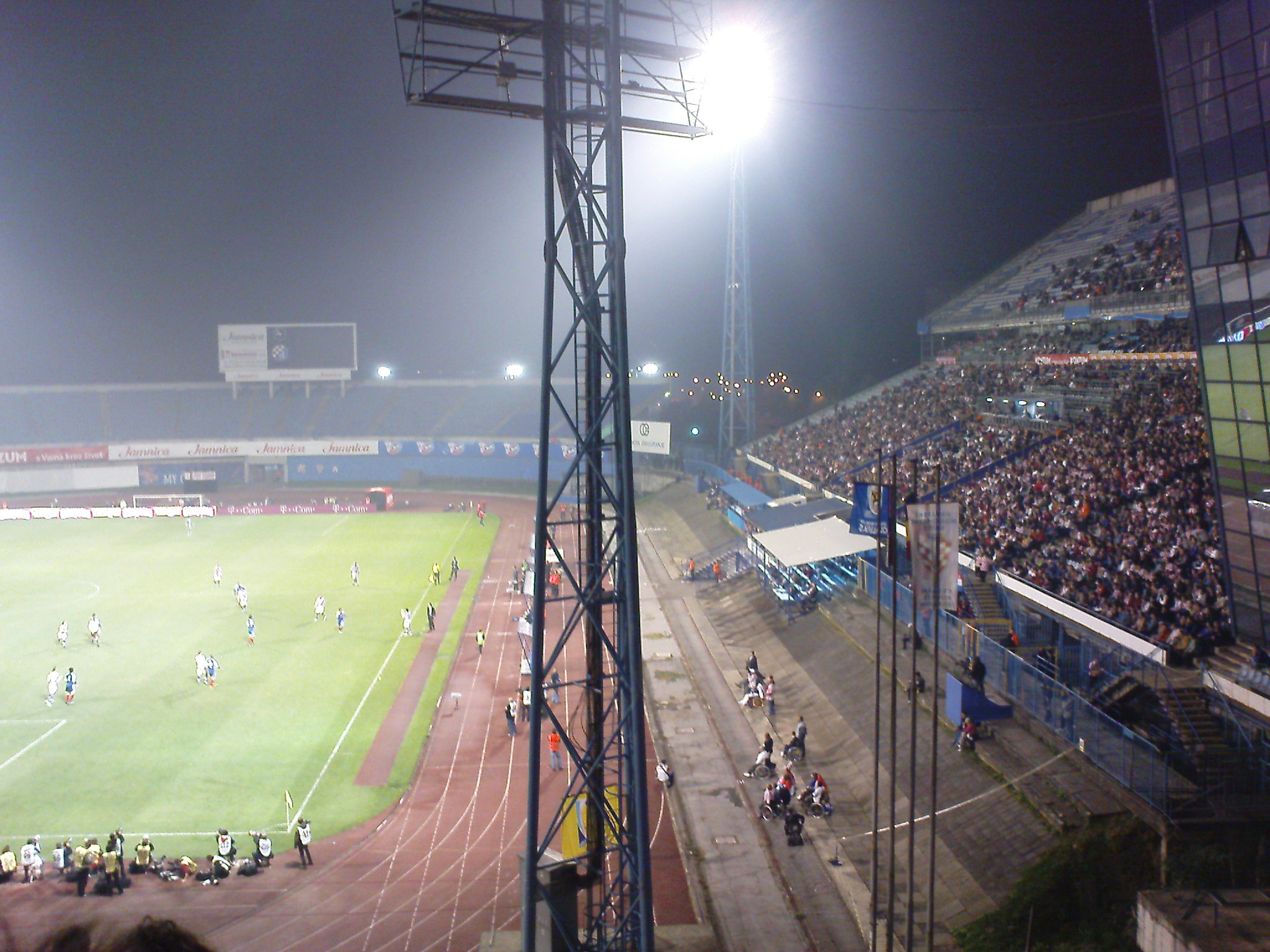
Vista
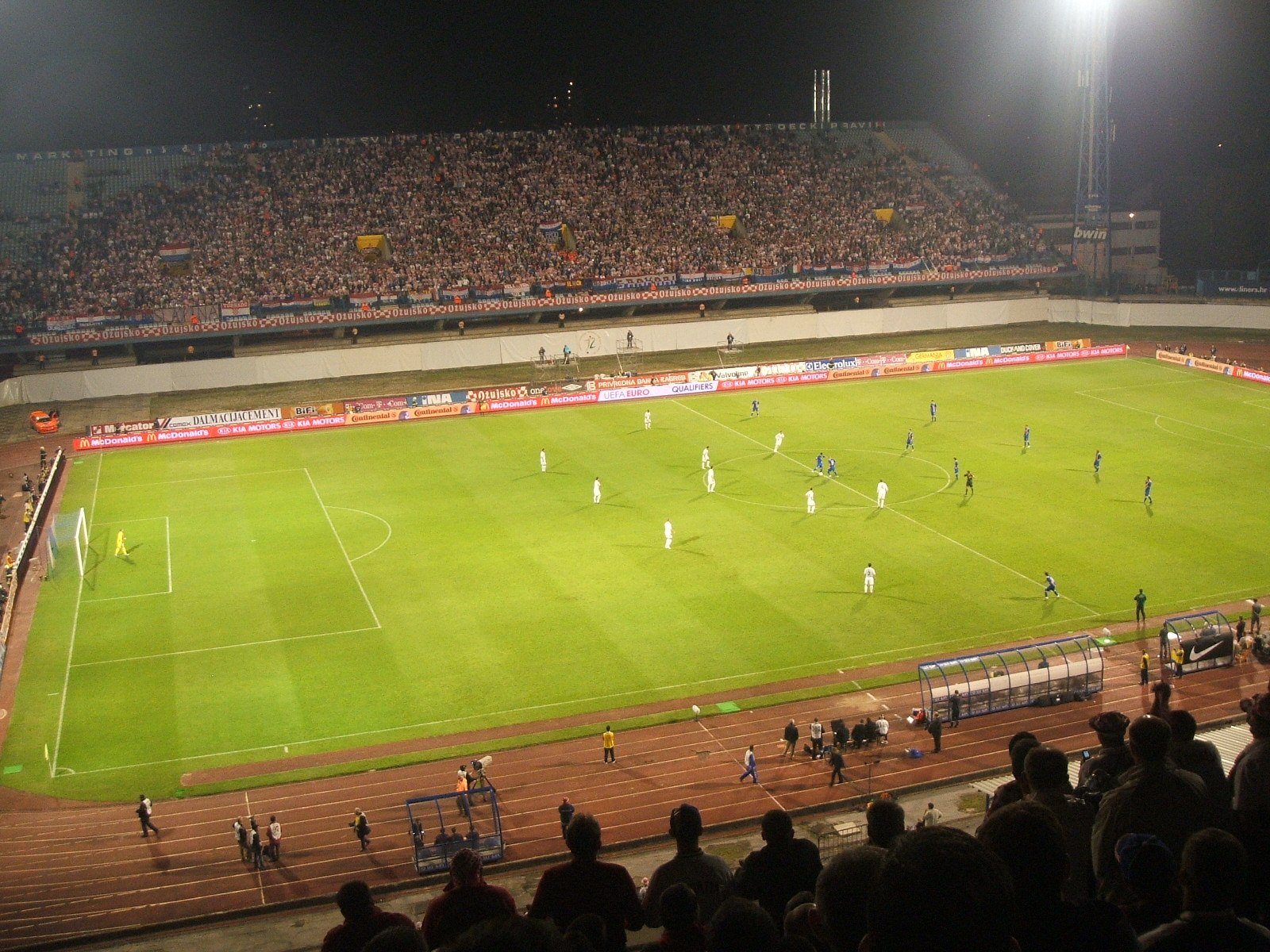
Vista
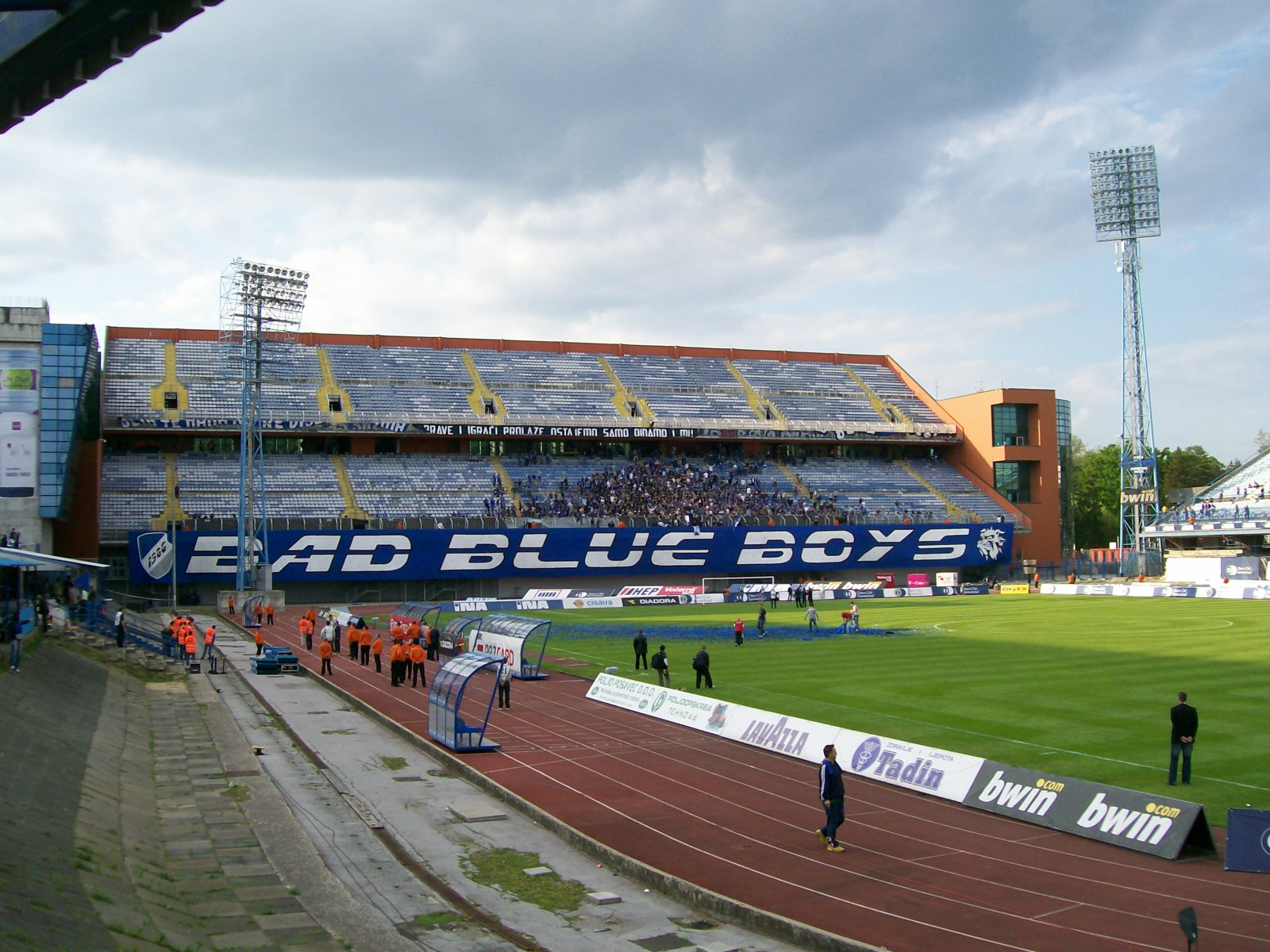
Vista